# Ragnvald Iversen
Ragnvald Iversen, född 18 januari 1882 i Tromsö, död 21 augusti 1960 i Trondheim, var en norsk lingvist.
Ragnvald Iversen blev filosofie doktor 1921. Efter verksamhet vid olika läroverk blev han professor i norska vid Noregs lærarhøyskule i Trondheim 1922. Iversen behandlade i talrika skrifter framför allt norska språkförhållanden i nyare tid, bland annat Senjen-målet (1913), Syntaksen i Tromsø bymål (1918), Bokmål og talemål i Norge 1560—1630, 1-2 (1921–1932), Secret languages in Norway, 1-2, (1944–1945). Iversen utgav även en vid svenska universitet använd Norrøn grammatikk (1923, 4:e upplagan 1946) och ledde under många år undervisningen i norska vid Uppsala universitet.